# Симфонічний блек-метал
Симфонічний блек-метал — це піджанр блек-металу, який виник у 1990-х роках і включає в себе симфонічні та оркестрові елементи. 

## Історія
Першими екстремальними метал-гуртами, які включали класичні, оркестрові та оперні елементи у свою музику, були Mekong Delta, Bulldozer, у своєму альбомі Neurodeliri (1988), Believer on Sanity Obscure (1990) та Dimensions (1993),  Master's Hammer в Ritual (1991) і The Jilemnice Occultist (1993) та Sigh на їх дебютному альбомі Scorn Defeat (1993).
Хоча стиль альбому Emperor In the Nightside Eclipse (1994) мав новаторський вплив і став головним джерелом натхнення для багатьох "клавішних" блек-метал-гуртів, які утоврились пізніше. Drep de kristne (1995) та Aspera Hiems Symfonia (1996) є іншими відомими ранніми творами симфонічного блек-металу, перш ніж цей жанр був комерціалізований завдяки міжнародному успіху таких гуртів, як Dimmu Borgir та Bal Sagoth.

## Риси
Симфонічний блек-метал — стиль блек-металу, що поєднує в собі симфонічні та оркестрові елементи. Це може включати використання клавішних для створення «псевдооркестрових» звукових ефектів із стандартними налаштуваннями (наприклад, струнні, хори, фортепіано, органи) або повне оркестрове аранжування. Гурти можуть мати сольні інструменти, наприклад скрипки, на додаток до клавішних та/або оркестрових аранжувань. Вокал може бути "чистим" або оперним за стилем, а структура пісень є більш чіткою або натхненною симфоніями та дотримується типового підходу основаного на рифах. Зберігається багато характеристик традиційного блек-металу, наприклад крик, швидкий темп, високі високі частоти та електрогітари з тремоло. Загальний звук і теми можна вважати ширшими, ніж традиційний блек-метал, багато груп симфонічного блек-металу використовують такі теми, як вампіризм (Theaters des Vampires, Cradle of Filth), окультизм та аранормальні явища (Carach Angren). Політичні теми ззачасту ігноруються, як і в інших піджанрах блек-металу.